# Homogenia nigripennis
Homogenia nigripennis är en tvåvingeart som först beskrevs av Jacques-Marie-Frangile Bigot 1876.  Homogenia nigripennis ingår i släktet Homogenia och familjen parasitflugor. Inga underarter finns listade i Catalogue of Life.